# 9141 Kapur
9141 Kapur eller 5174 T-3 är en asteroid i huvudbältet som upptäcktes den 16 oktober 1977 av den nederländsk-amerikanske astronomen Tom Gehrels och det nederländska astronomparet Ingrid van Houten-Groeneveld och Cornelis Johannes van Houten vid Palomarobservatoriet. Den är uppkallad efter den indiske skådespelaren och regissören Shekhar Kapur.
Asteroiden har en diameter på ungefär 21 kilometer.